# دیوید هوارد تورنتون
دیوید هوارد تورنتون (انگلیسی: David Howard Thornton؛ زادهٔ ۳۰ نوامبر ۱۹۷۹) بازیگر اهل ایالات متحده آمریکا است. وی از سال ۲۰۱۰ میلادی تاکنون مشغول فعالیت بوده است.
از فیلم‌ها یا برنامه‌های تلویزیونی که وی در آن نقش داشته است می‌توان به اسکریم بوت، ترساننده، ترساننده ۲ ترساننده ۳، جویبار اشاره کرد. 
او در سری فیلم های ترساننده نقش «آرت دلقک» را ایفا کرده است.